# Niger aux Jeux olympiques d'été de 2016
Le Niger participe aux Jeux olympiques d'été de 2016 à Rio de Janeiro au Brésil du 5 au 21 août 2016. Il s'agit de sa 12e participation à des Jeux d'été. Sa délégation est constituée de 6 sportifs de 4 disciplines. Abdoulrazak Issoufou Alfaga remporte une médaille d'argent en taekwondo.

## Athlétisme
Le Niger est représenté en athlétisme par deux coureurs de 400 mètres : Ousseini Djibo chez les hommes et Mariama Mahamadou Itatou chez les femmes. Mariama Mahamadou Itatou améliore son record national en 54 s32 (précédemment 56s 30) mais cela reste insuffisant pour se qualifier pour les demi-finales.
| Athlète                  | Épreuve           | Séries   | Séries | Quarts de finale | Quarts de finale | Demi-finales | Demi-finales | Finale   | Finale   |
| Athlète                  | Épreuve           | Résultat | Rang   | Résultat         | Rang             | Résultat     | Rang         | Résultat | Rang     |
| ------------------------ | ----------------- | -------- | ------ | ---------------- | ---------------- | ------------ | ------------ | -------- | -------- |
| Ousseini Djibo           | 400 mètres hommes | 50 s 06  | 8e     | Éliminé          | Éliminé          | Éliminé      | Éliminé      | Éliminé  | Éliminé  |
| Mariama Mahamadou Itatou | 400 mètres femmes | 54 s 32  | 6e     | Éliminée         | Éliminée         | Éliminée     | Éliminée     | Éliminée | Éliminée |

## Judo
Ahmed Goumar bénéficie de l'une des deux places additionnelles réservées à l'Afrique pour se qualifier dans la catégorie des -73 kg. Il est éliminé dès son premier combat par l'américain Nicholas Delpopolo.
| Athlète      | Compétition           | 1/32 de finale      | 1/16 de finale               | 1/8 de finale       | Quarts de finale    | Demi-finales        | Repêchage 1         | Repêchage 2         | Finale              | Finale  |
| Athlète      | Compétition           | Adversaire Résultat | Adversaire Résultat          | Adversaire Résultat | Adversaire Résultat | Adversaire Résultat | Adversaire Résultat | Adversaire Résultat | Adversaire Résultat | Rang    |
| ------------ | --------------------- | ------------------- | ---------------------------- | ------------------- | ------------------- | ------------------- | ------------------- | ------------------- | ------------------- | ------- |
| Ahmed Goumar | Moins de 73 kg hommes | Exempté             | Battu par Nicholas Delpopolo | Éliminé             | Éliminé             | Éliminé             | Éliminé             | Éliminé             | Éliminé             | Éliminé |

## Natation
Le Niger bénéficie d'une invitation de la FINA pour envoyer deux nageurs (un homme et une femme) aux Jeux. Mouctar Albachir et Roukaya Moussa Maiga sont sélectionnés, tous deux sur 50m nage libre.
Ils battent tous les deux le record national, respectivement en 26 s 56 et 35 s 60, mais ne parviennent pas à se qualifier en demi-finale.
| Athlète              | Épreuve                | Séries  | Séries | Demi-finales | Demi-finales | Finale   | Finale   |
| Athlète              | Épreuve                | Temps   | Rang   | Temps        | Rang         | Temps    | Rang     |
| -------------------- | ---------------------- | ------- | ------ | ------------ | ------------ | -------- | -------- |
| Mouctar Albachir     | 50 m nage libre hommes | 26 s 56 | 70e    | Éliminé      | Éliminé      | Éliminé  | Éliminé  |
| Roukaya Moussa Maiga | 50 m nage libre femmes | 35 s 60 | 83e    | Éliminée     | Éliminée     | Éliminée | Éliminée |

## Taekwondo
Issoufou Alfaga Abdoul Razak est le premier nigérien à participer aux Jeux en taekwondo. Il remporte la médaille d'argent dans la catégorie des plus de 80 kg.
| Athlète                      | Compétition   | Huitièmes de finale     | Quarts de finale          | Demi-finales             | Finale                       | Rang |
| Athlète                      | Compétition   | Adversaire Résultat     | Adversaire Résultat       | Adversaire Résultat      | Adversaire Résultat          | Rang |
| ---------------------------- | ------------- | ----------------------- | ------------------------- | ------------------------ | ---------------------------- | ---- |
| Issoufou Alfaga Abdoul Razak | +80 kg hommes | Bat M'Bar N'Diaye 6 - 0 | Bat Maicon Siqueira 6 - 1 | Bat Dmitriy Shokin 8 - 2 | Battu par Radik Isayev 2 - 6 | 2e   |